# Liberté (couraçado)
O Liberté foi um couraçado pré-dreadnought operado pela Marinha Nacional Francesa e a primeira embarcação da Classe Liberté, seguido pelo Justice, Vérité e Démocratie. Sua construção começou em novembro de 1902 na Ateliers et Chantiers de la Loire e foi lançado ao mar em abril de 1905, sendo comissionado na frota francesa em abril de 1908. Era armado com uma bateria principal de quatro canhões de 305 milímetros em duas torres de artilharia duplas, tinha um deslocamento de quase quinze mil toneladas e conseguia alcançar uma velocidade máxima de dezoito nós.
O Liberté serviu na Esquadra do Mediterrâneo junto com seus irmãos. Suas principais atividades consistiram em exercícios de rotinas, manobras junto com a frota, visitas e portos estrangeiros e revistas navais e homenagem a dignitários estrangeiros. O navio foi destruído em 25 de setembro de 1911 enquanto estava em Toulon por uma explosão em um dos seus depósitos de munição, com investigação revelando que a causa foi provavelmente a decomposição do propelente Poudre B. Seus destroços permaneceram no local até serem reflutuados em 1925 e desmontados.

## Projeto
Os couraçados da classe Liberté foram originalmente planejados para fazer parte da classe République, que totalizaria seis navios. Após o início dos trabalhos nos dois primeiros navios, os britânicos iniciaram a construção dos King Edward VII. Esses navios carregavam uma bateria secundária de 230 milímetros, o que levou o Estado-Maior Naval francês a solicitar que os últimos quatro République fossem redesenhados para incluir uma bateria secundária mais pesada em resposta. Ironicamente, o projetista, Louis-Émile Bertin, propôs tal armamento para a classe République, mas o Estado-Maior o rejeitou uma vez que os canhões maiores tinham uma cadência de tiro menor do que os de 164 milímetros que foram selecionados para o projeto do République. Como os navios eram bastante semelhantes, exceto no armamento, os Liberté são às vezes considerados uma subclasse da République.
O Liberté tinha um comprimento total de 135,25 metros, uma boca de 24,25 metros e um calado médio de 8,2 metros. Ele deslocava 14 900 toneladas em plena carga e foi equipado com uma proa de rostro. O encouraçado era movido por três motores a vapor verticais de expansão tripla de quatro cilindros, cada um acionando um eixo de hélice usando vapor fornecido por vinte e duas caldeiras Belleville. Os motores foram avaliados em 12 900 kilowatts e tinham como objetivo dar ao navio uma velocidade de dezoito nós. Embora os dados dos testes no mar de Liberté não tenham sobrevivido, cada um de seus navios irmãos excedeu a velocidade de dezenove nós (35 quilômetros por hora). O armazenamento de carvão totalizava 1 800 toneladas, que proporcionava um alcance máximo de dezesseis mil quilômetros  a uma velocidade de cruzeiro de dez nós (dezenove quilômetros por hora). Ele tinha uma tripulação de 32 oficiais e 710 homens alistados.
A bateria principal do Liberté consistia em quatro canhões Modèle 1893/96 de 305 milímetros montados em duas torres de canhão duplas, uma à frente e outra à ré da superestrutura. Seu armamento secundário consistia em dez canhões Modèle 1902 de 194 milímetros; seis foram montados em torres únicas e quatro em casamatas no casco. As torres individuais foram dispostas em pares, uma colocada lado a lado com os funis de proa, outras duas ao meio do navio e o terceiro par lado a lado com o funil traseiro. Ele também carregava treze canhões Modèle 1902 de 65 milímetros e dez canhões Modèle 1902 de 47 milímetros para defesa contra torpedeiros. O navio estava armado com dois tubos de torpedo de 450 milímetros, que ficavam submersos no casco na lateral.
O cinto de blindagem da linha d'água da classe Liberté era tinha 280 milímetros de espessura no meio do navio e reduzido para 180 milímetros nas extremidades dos navios. Estava conectado aos dois conveses blindados; o andar superior era de 54 milímetros de espessura enquanto o convés inferior tinha 52 milímetros, com setenta milímetros nos lados inclinados. Os canhões da bateria principal eram protegidos por até 360 milímetros de blindagem nas frentes das torres, enquanto as torres secundárias tinham 156 milímetros de armadura nos rostos. As casamatas foram protegidas com 174 milímetros de chapa de aço. A torre de comando tinha 266 milímetros nos lados.

## Histórico de serviço
Autorizado como parte do Statut Naval de 1900 (Direito Naval), o Liberté foi batido no estaleiro Ateliers et Chantiers de la Loire em Saint-Nazaire em novembro de 1902 e lançado em 19 de abril de 1905. Em 5 de setembro de 1907, o Liberté navegou para o Arsenal de Brest em Brest, França, onde seu armamento foi instalado. Ele partiu de Brest em 18 de março, com destino ao Mar Mediterrâneo, e após chegar a Toulon, foi declarado completo em 13 de abril de 1908. Isso aconteceu mais de um ano depois que o encouraçado britânico HMS Dreadnought, que tornou os pré-dreadnoughts como o Liberté desatualizados antes de serem concluídos.

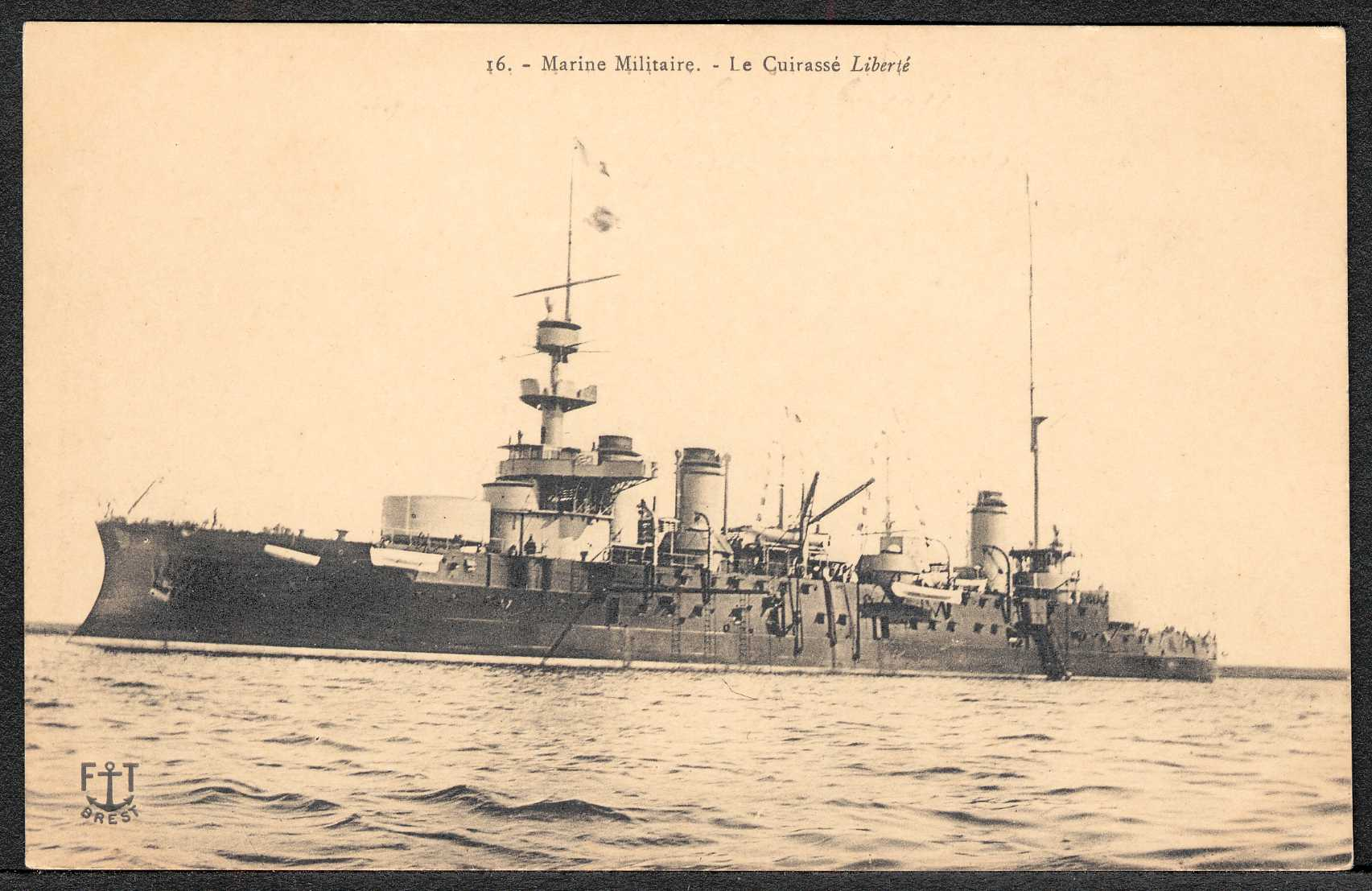
Postal representando Liberté

Após o comissionamento, o Liberté foi designado para a 2ª Divisão da Esquadra do Mediterrâneo, juntamente com o Justice (a nau capitânia da divisão) e o Verité. Em junho e julho, as Esquadras do Mediterrâneo e do Norte conduziram as suas manobras anuais ao largo de Bizerta. Os navios da 2ª Divisão visitaram a cidade em outubro. Toda a esquadra foi atracada em Villefranche em fevereiro de 1909 e depois realizou exercícios de treino ao largo da Córsega, seguidos de uma revisão naval em Villefranche para o Presidente Armand Fallières em 26 de abril. Durante este período de treinamento, no dia 17 de março, o Liberté e os couraçados Justice, Patrie, e o République realizaram treinamento de tiro, utilizando como alvo o ironclad Tempête.
Liberté, Démocratie, Patrie e o cruzador blindado Ernest Renan embarcaram no Atlântico para exercícios de treinamento em 2 de junho; enquanto estavam no mar, dez dias depois, eles se encontraram com République, Justice e o cruzador protegido Galilée em Cádiz, Espanha. O treinamento incluiu servir como alvo para os submarinos da frota no estreito de Pertuis d'Antioche. Os navios então seguiram para o norte, para La Pallice, onde realizaram testes com seus aparelhos de telegrafia sem fio e treinamento de tiro na baía de Quiberon. De 8 a 15 de julho, os navios pararam em Brest e no dia seguinte partiram para Le Havre. Lá, eles encontraram o Esquadrão Norte para outra revisão da frota de Fallières em 17 de julho. Dez dias depois, a frota combinada navegou para Cherbourg, onde realizou outra revisão da frota, desta vez durante a visita do czar Nicolau II da Rússia. Em 12 de setembro, o Liberté e os outros couraçados da 2ª Divisão partiram de Brest com destino aos Estados Unidos. Lá eles representaram a França durante a Celebração Hudson-Fulton, que marcou o 300º aniversário da descoberta europeia do rio Hudson. Os navios voltaram a Toulon no dia 27 de outubro.

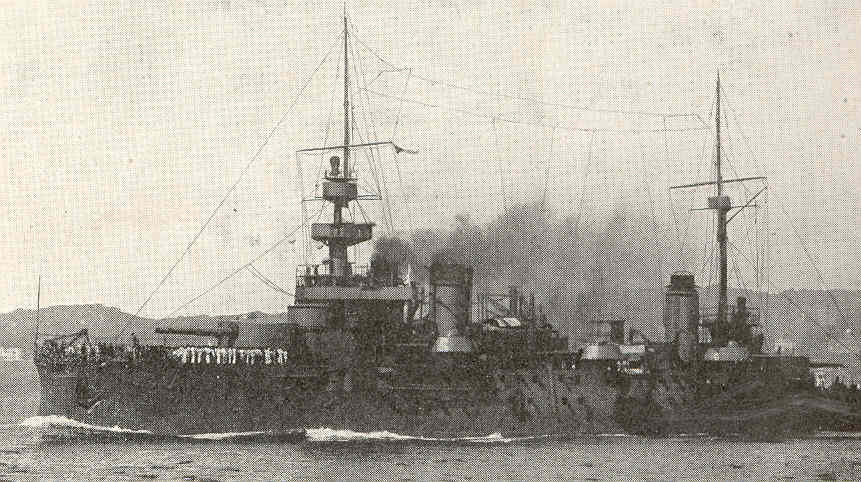
Liberdade em andamento

O ano de 1910 passou sem intercorrências para o Liberté, fora a típica rotina de exercícios de treinamento. Manobras foram realizadas para os seis couraçados das classes Liberté e République ao largo daSardenha e da Argélia, de 21 de maio a 4 de junho, seguidas de exercícios com o resto da Esquadra do Mediterrâneo, de 7 a 18 de junho. Um surto de febre tifóide entre as tripulações dos couraçados no início de dezembro obrigou a Marinha a confiná-los em Golfe-Juan para conter a febre. Em 15 de dezembro, o surto havia diminuído. Em 16 de abril de 1911, o Liberté e o resto da frota escoltaram o Vérité, que tinha a bordo Fallières, o Ministro da Marinha Théophile Delcassé, e Charles Dumont, o Ministro das Obras Públicas, Correios e Telégrafos, até Bizerta. Eles chegaram dois dias depois e realizaram uma revisão da frota que incluiu dois couraçados britânicos, dois couraçados italianos e um cruzador espanhol em 19 de abril. A frota regressou a Toulon no dia 29 de abril, onde Fallières duplicou as rações das tripulações e suspendeu quaisquer punições para agradecer aos homens pelo seu desempenho.
Em meados de 1911, o comando naval francês reorganizou a Esquadra do Mediterrâneo, criando a 1ª e a 2ª Esquadras de Batalha; o Liberté foi atribuído ao primeiro. Os navios do 1º Esquadrão e os cruzadores blindados Ernest Renan e Léon Gambetta fizeram um cruzeiro no Mediterrâneo ocidental em maio e junho, visitando vários portos, incluindo Cagliari, Bizerta, Bône, Philippeville, Argel e Bugia. Em 1º de agosto, os couraçados da classe Danton começaram a entrar em serviço e foram designados para o 1º Esquadrão, deslocando os navios das classes Liberté e République para o 2º Esquadrão. Em 4 de setembro, ambos os esquadrões realizaram uma grande revisão da frota de Fallières ao largo de Toulon. A frota partiu então no dia 11 de setembro para manobras ao largo de Golfe-Juan e Marselha, regressando a Toulon no dia 16 de setembro. Os navios permaneceram lá pelos nove dias seguintes.

### Perda

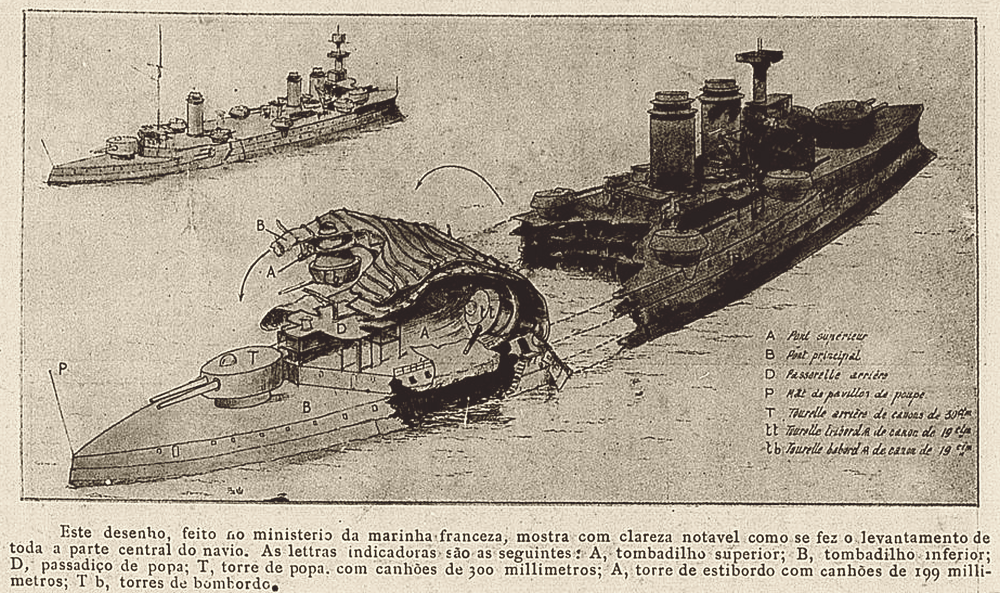
Uma ilustração que mostra a extensão dos danos ao Liberté

Às 05h31 da manhã de 25 de setembro, tripulantes de outros couraçados relataram ter visto fumaça vinda do Liberté, originária de sua casamata de proa a estibordo. Pouco depois, a superestrutura dianteira explodiu em chamas, mas rapidamente pareceu aos observadores que a tripulação do navio estava controlando o fogo. Às 05h53, uma tremenda explosão a bordo do Liberté abalou o porto. O navio foi gravemente danificado pela explosão, com ambos os canhões centrais de 194 milímetros sendo lançados ao mar, o convés à meia-nau ruiu e 55 metros da proa do navio ficou completamente destruída. A torre dianteira de 305 milímetros foi destruída e apenas um dos canhões foi recuperado, tendo sido lançado no fundo lamacento do porto.
A explosão jogou um pedaço de placa de blindagem 37 toneladas do navio no République, atracado a cerca de 210 metros de distância, o que causou danos significativos. Estilhaços do navio explodindo afundaram um pináculo a vapor e mataram quinze homens a bordo do cruzador blindado Marseillaise, nove a bordo do encouraçado Saint Louis, seis a bordo do cruzador blindado Léon Gambetta, quatro a bordo do encouraçado Suffren e três a bordo do Démocratie. A tripulação sobrevivente do Liberté fugiu imediatamente do navio; 286 morreram na explosão e 188 ficaram feridos. Felizmente, 143 tripulantes, incluindo o comandante do navio, estavam de licença em Toulon na época e assim não presenciaram o incidente.
A Marinha convocou uma comissão para investigar o incidente em 25 de setembro, que ocorreu a bordo do Justice; a comissão era liderada pelo Contre-amiral (Contra-Almirante) Jean Gaschard e incluía oficiais do Justice. Consideraram a possibilidade de sabotagem, mas descartaram. A investigação determinou que o acidente foi provavelmente causado pelo calor excessivo nos depósitos e considerou que os procedimentos padrão para monitoramento de munições não eram suficientes. A Marinha Francesa já havia sofrido uma série de acidentes fatais em Toulon, começando com uma explosão a bordo de um torpedeiro em fevereiro de 1907, na qual nove homens morreram. No mês seguinte, o encouraçado Iéna explodiu, matando 107 homens. Uma explosão a bordo de um navio de treinamento de artilharia matou seis pessoas em agosto de 1908, e uma explosão em um cruzador matou treze pessoas em setembro de 1910. Mais seis homens foram mortos a bordo do cruzador Gloire apenas duas semanas antes da explosão do Liberté, em 10 de setembro de 1911. O culpado foi o instável Poudre B, um propelente à base de nitrocelulose que também foi responsável pela destruição do Iéna, e possivelmente também por outras explosões.

Após o desastre, a Marinha estabeleceu novas regras, exigindo que as cargas de propulsores com mais de quatro anos fossem descartadas. A ordem foi inicialmente limitada aos esquadrões de encouraçados, mas posteriormente foi estendida a toda a frota. O Ministro da Marinha também rescindiu uma ordem que instruía as tripulações dos canhões a devolver aos carregadores as cargas de propulsor que falharam; daqui para frente, as cargas colocadas nas armas teriam de ser disparadas ou descartadas. A comissão determinou que os arranjos para inundação do depósito eram insuficientes, mas a Marinha fez apenas melhorias modestas no equipamento. Os destroços do navio permaneceram em Toulon por vários anos, embora os trabalhos de limpeza ou marcação de perigos à navegação tenham começado imediatamente. A Primeira Guerra Mundial atrasou significativamente os trabalhos de reflutuação dos restos do casco. Os pedaços do navio começaram a afundar na lama em 1920, e foi necessário fazer um extenso trabalho para prepará-los para serem reflutuados, incluindo o envio de mergulhadores para construir ensecadeiras para selar o casco. Em 4 de setembro de 1920, o antigo cruzador Latouche-Tréville foi equipado com quatro e posteriormente seis bombas de ar comprimido e trazido ao lado para servir de quartel para os trabalhadores e oficina flutuante. Um par de submarinos e várias embarcações menores também foram usados para auxiliar no esforço de recuperação. Em 21 de fevereiro de 1925, o casco do Liberté foi bombeado com ar comprimido e reflutuado, antes de ser rebocado para uma doca seca em Toulon, onde foi desmontado.